# 劉三英
劉三英（1554年—1594年），字邦彥，號醒我，山東兗州府濟寧州人，民籍，明朝政治人物。

## 生平
萬曆十三年（1585年）乙酉科山東鄉試第二十六名，萬曆十四年（1586年）丙戌科會試三百二十名，登三甲第三十九名。刑部观政，本年授直隸成安縣知縣。十五年调繁元城县，二十年升户部主事，二十二年养病，卒。

## 家族
曾祖劉炖；祖父劉鉉；父劉允中，號一斋，生员。前母商氏；母李氏。严侍下。兄劉三顾（生员）、劉三奇（廪生）。弟劉三俊（己卯舉人）、劉三槐。